# Lyogyrus
Lyogyrus là một chi ốc nước ngọt rất nhỏ có mang và nắp, là động vật thân mềm chân bụng sống dưới nước thuộc họ Hydrobiidae.

## Các loài
Các loài thuộc chi Lyogyrus bao gồm:
- Lyogyrus granum